# Луј Бреге
Луј Шарл Бреге (фр. Louis Charles Breguet; Париз, 2. јануар 1880 — Сен Жермен ан Ле, 4. мај 1955) француски конструктор авиона.

## Биографија
Један је од пионира авијације. Са својим братом Жаком и Шарлом Рикеом 1905. г. започео је рад на жироплану (претеча хеликоптера). Круна његовог рада била је прво вертикално полетање са пилотом 1907. г. Изградио је 1909. г. први авион са фиксним крилима Бреге 1. Основао је 1911. г. Друштво авијатичарских радионица „Луј Бреге". Свој први хидроавион конструисао је 1912. г. Славу је стекао развојем првог потпуно металног авиона израђеног од алуминијума Бреге 14. У употребу је ушао 1916. г. Користила га је Француска армија и Шеснаеста ескадрила америчких извиђачких снага у Првом светском рату. Године 1919. основао је Ваздушну курирску компанију , претечу Ер Франса. Током година, оборио је многе рекорде. Први је прелетео без слетања Јужни Атлантик 1927. а 1933. г. извео је до тада најдужи лет без слетања од 7200 километара преко Атлантика.
Вратио се свом раду на жироплану 1935. године. У сарадњи са дизајнером Рене Дораном, летелица звана Жироплан лабораторија, летела је комбинацијом ротирања две елисе. Са њом постиже 22. децембра 1935. г. брзински рекорд од 108 км/сат, а следеће године и висински рекорд од 158 метара. Између Краљевине СХС и Друштва авијатичарских радионица „Луј Бреге“ из Париза, 14. октобра 1927. потписан је уговор о производњи авиона у Државној фабрици авиона Краљево. Уговор је био потписан на пет година и по њему је на крају пете године Бреге био обавезан да испоручи 425 авиона типа Бреге 19. Држава је преузела обавезу да изгради инфрастуктуру хале, хангаре, складишта, железничку пругу, до радионице и станове за француске раднике и техничко особље. Французима је по уговуру уступљена инфрастуктура да би организовали производњу и обуку домаћих радника. Бреге је остао важан произвођач летелица током Другог светског рата, као и после њега у комерцијалном транспорту. Умро је од срчаног удара 1955. године.